# Wii
A Wii a Nintendo hetedik generációs otthoni videójáték-konzolja. A konzol a Nintendo GameCube utódjaként 2006. november 19-én jelent meg Észak-Amerikában és Brazíliában, 2006. december 2-án Japánban, 2006. december 7-én Ausztráliában és ugyanazon év december 8-án Európában. A konzol korábbi kódneve Revolution (Forradalom) volt.
Különleges tulajdonsága, hogy vezeték nélküli távirányító a játék vezérlője, melyet Wii Remote-nak neveznek. Használatakor ezt az eszközt kézben kell tartani, és a játék eseményeinek megfelelően 3D-s mozgásokat lehet vele végezni. A konzol másik sajátossága, hogy WiiConnect24 kiegészítő szolgáltatás tartozik hozzá, ami lehetővé teszi, hogy üzeneteket fogadjunk és aktuális frissítéseket töltsünk le a konzolra az internet segítségével.
A Nintendo először 2004-ben jelentette be a hírt a konzol készítéséről valamint 2005-ben hozták nyilvánosságra a rendszert. Satoru Iwata, a cég vezérigazgatója 2005 szeptemberében mutatta be a konzol prototípusát a tokiói játékkiállításon. 2006-ban a Wii konzol számos első díjat nyert. Végezetül 2006. december 8-án már három jelentős célpiacon is bevezették.

## Története

### A név
A konzol kódneve "Revolution" (Forradalom) 2006. április 27-ig. A Nintendo iránymutatása szerint a játék végleges neve Wii, és nem Nintendo Wii. Ez azt jelenti, hogy ez az első Nintendo konzol, ahol a gyártó cég neve nem lett beleépítve a terméknévbe. Kitérve egy kis nyelvtani sajátosságra, a Wii többesszámának a megjelölésére a gyártó már a Wii Rendszerek elnevezést hirdette meg. A Wii, mint szó kettő darab kis i betűvel írandó, amely két egymás mellett álló embert jelöl, akik éppen a konzollal játszanak. A cég nagyon sokfajta változatú magyarázatot adott a terméknév választására, azonban mindegyik közül az előbb említett a legismertebb.

„A Wii úgy hangzik, mintha azt mondanánk 'we' (magyarul: mi), ami azt hangsúlyozza, hogy ez a játék mindenkinek való. A Wii szó könnyen megjegyezhető bárhol a világon és bármely nyelven is ejtik ki azt. Nem téveszthető össze semmivel. Nem szükséges rövidíteni.”

A játék új névválasztásához először mind a játék fejlesztői, mind a média negatívan viszonyultak. Sokkal inkább előnyben részesítették volna, ha a kódnév, "Revolution" (Forradalom) megmaradt volna. Azonban ezt az ötletet a cég képviselői a következő magyarázattal vetették el:

„A 'Forradalom', mint név nem ideális, túl hosszú és néhol nehéz a kiejtése. Tehát valami olyat akartunk, ami rövid és célratörő, kiejtése nem okoz nehézséget valamint könnyen megkülönböztethető. Így jött létre a Wii, a játékkonzol neve.”

A Nintendo kiáll a Wii névválasztása mellett és kicsit közhelyesen azt javasolja azoknak, akik ellenezték ezt a megnevezést, hogy próbálják ki, „éljenek, aludjanak, egyenek vele, és használják a nap minden percében.”

### Megjelenéssel kapcsolatos információk
2006. szeptember 14-én és 2006. szeptember 15-én a Nintendo a megjelenés dátumával, árakkal és értékesítéssel kapcsolatos információkat jelentett be Japánban, Észak-Amerikában, Dél-Amerikában, Ausztráliában, Ázsiában valamint Európában.
2006. június 7-én a Nintendo értékesítési terveiben 6 millió eladott konzol és 17 millió szoftver szerepelt az idei évtől következő év március 31-ig. Ez 4 millióval több konzol, mint amit terveztek az év végéig. 2006. szeptember 14-én bejelentették, hogy a 2006. évi szállítmányok nagy részét Amerikában tervezik eladni.
Annak ellenére, hogy nagyon sok 7. generációs játék ára 60 dollár körül mozog, a Wii játékokat 50 dollár környékére célozta be a legtöbb kereskedelmi árusítóhely.
2006. december 14-én közölték, hogy a Wii lett a leggyorsabban eladott játékkonzol az ausztrál történelemben 32901 eladott darabbal 4 nap alatt, leelőzve ezzel az Xbox 360-at, melyből 30241 darabot adtak el a megjelenés hetében.

### Piacbővülés
A Wii konzol a lakosság szélesebb rétegét célozza meg, mint a versenytársai. Megpróbál nemcsak a kimondottan videójátékokat kedvelő közönség számára elérhetővé válni, hanem olyan fogyasztói réteget is megcéloz, akik valamilyen szinten eddig nem érdeklődtek vagy túl bonyolultnak találtak egy videójátékot. Satoru Iwata kijelentette, hogy ők nem kívánnak harcolni a Sony-val, azonban arra törekszenek, hogy minél több ember játsszon a Wii játékkal. "Mi nem hordozható rendszerekben, konzolokban és hasonlóakban gondolkodunk, hanem minél több embert szeretnénk meggyőzni, hogy játsszanak."
A fenti szlogen tükröződött a Nintendo számos televíziós és internetes reklámjai során. A reklám pontos szövege így szólt: "Wii would like to play" és "Experience a new way to play". Ez a reklámhadjárat 2006. november 15-én indult több, mint 200 millió dolláros költségvetéssel. A Nintendo reklámstratégiája, ami egy kétperces reklámszpottal kezdődött, a nagyszülőket és gyermekeiket mutatja, ahogy szórakoznak a Wii konzol játékaival. A reklámok 80%-a a felnőtt lakosságot célozza meg, szélesítve ezzel a szokásos Nintendo fogyasztói közönséget. A reklám betétdala Yoshida Brothers által előadott "Kodo (Inside the Sun Remix) mű".

## Technikai részletek

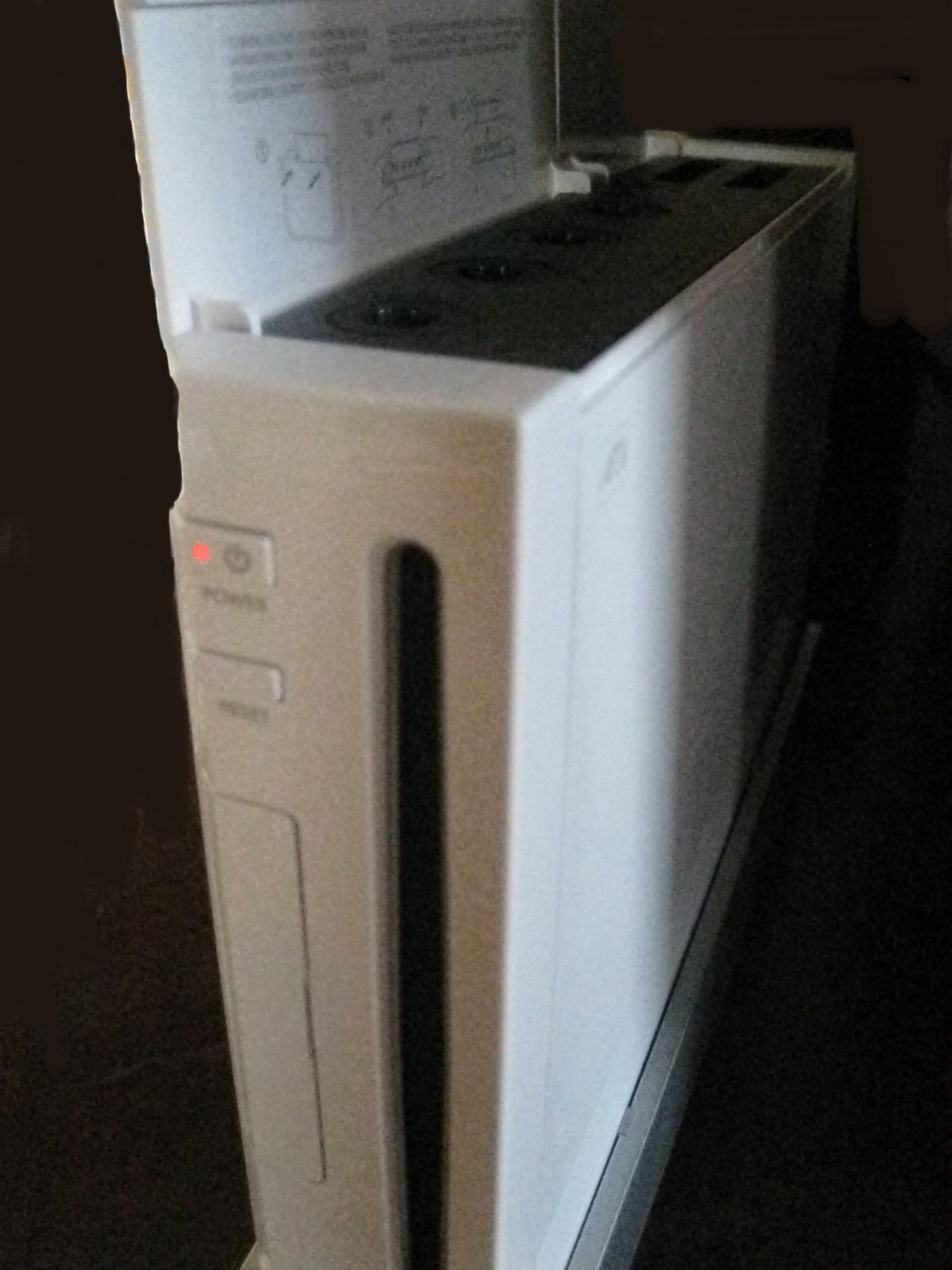
Az eszköz tetején található GameCube controller portok és a GameCube memóriakártyák helye

A Wii konzol 44 mm széles, 157 mm magas, és 215,4 mm mély a dokkoló egység nélkül. A súlya 1,2 kg, mellyel a legkönnyebb volt a megjelenésekor kapható egyéb típusú konzolok közül. A konzol elhelyezhető vízszintesen és függőlegesen is. A játék gyári számának és kiegészítő eszközök azonosítójának előtagja "RVL-" a játék kódneve (Revolution) után.
A konzol elején található a médiatároló egység, amely 12 cm-es Wii és 8 cm-es Nintendo GameCube játéklemezek olvasására képes. A médiatároló mellett világító kék fény jelzi a konzol bekapcsolt állapotát, villogó kék fény pedig üzenetek érkezését a WiiConnect24 szolgáltatásból. Ha nem érkezett új információ, akkor a fény kikapcsolt állapotban van az eszközön. A játéklemezek olvasásakor vagy egyéb szolgáltatások igénybevételekor a fény nem világít. A konzol hátulján kettő darab USB port található, valamint egy SD kártya hely az elején. Az SD kártya használható fotók szerkesztésére, a játékmentések tárolására valamint játékok letöltésére is. A játékok a virtuális konzolra tölthetők le, az úgynevezett Virtual Console-ra.
Nintendo a konzolt és a hozzá tartozó távirányítót számos színben mutatta be, mint például fehér, fekete, ezüst, világoszöld és piros. Azonban a konzol először csak fehér és fekete színben volt kapható. 2006 végén a Wii távirányítót világoskék színben is bemutatták. Az eszköz első bemutatása óta rengeteg módosítást hajtottak végre mind a megjelenés, mind a funkciók elhelyezése terén.
A bevezető Wii csomag magában foglalja a konzolt, a függőleges dokkoló egységet, egy darab Wii távirányítót, egy darab Wii Nunchuk vezérlőt, kábeleket a külső csatlakoztatáshoz valamint a Wii Sports csomagot (kivéve Japánban).
A Nintendo szóvivője bejelentette, hogy a cég újabb verziójú konzolt tervez piacra dobni, amely képes lesz DVD-Videó lejátszására is. Azonban ennek a megjelentetését jelenleg csak Japánban tervezik.

### A Wii Remote
A Wii Remote egy egykezes vezérlőegység, ami egy 3D-s gyorsulásmérővel és infravörös érzékelővel lett felszerelve. Ez a funkció lehetővé teszi a játékos fizikai mozgásának figyelembevételét a játék közben. A vezérlőegység Bluetooth kapcsolaton keresztül kommunikál a konzollal. A távirányítóhoz tartozik még csuklópánt is annak érdekében, hogy megfelelően kézben tudjuk tartani a vezérlőegységet. Az első bevezetés óta a Nintendo számos kritikát kapott a csuklópántok gyenge minőségével kapcsolatban, ami számos balesetet okozott játék közben (betört televízió képernyők, levert eszközök). Ezért a cég azóta már jóval erősebb csuklópánttal látja el minden eszközét.

### Technikai jellemzők
A Nintendo maga is nyilvánossá tett néhány technikai jellemzőt a Wii rendszerrel kapcsolatban, de néhány tulajdonságot a média is kiszivárogtatott. Habár ezen információkat hivatalosan nem erősítették meg, általánosságban arra utalnak, hogy a konzol a Nintendo GameCube architektúra kibővítésén alapszik. A beszámolók szerint a Wii körülbelül 1,5-2-szer erősebb, mint az elődje.
| Processzorok: - Processzor: PowerPC alapú Broadway mikroprocesszor, órajel 729 MHz - Grafikus vezérlő: ATI Hollywood (grafikai csip) órajel 243 MHz Memória: - 88 MB elsődleges memóriatár (24 MB "belső" 1T-SRAM integrált, 64 MB "külső" GDDR3 SDRAM) - 3 MB GPU strukturált memória Portok és külső csatlakozási lehetőségek: - Maximum négy Wii távirányító (Bluetooth kapcsolattal) – öt játékos négy Wii távirányítót és egy GameCube vezérlőt használhat - Egy SD memória kártya hely - Kettő USB 2.0 port - Egy szenzor port - Egy kiegészítő port a Wii távirányító alján - Négy Nintendo GameCube vezérlő port - Kettő Nintendo GameCube memória kártya port - Mitsumi DWM-W004 Wi-Fi 802.11b/g vezeték nélküli modul - USB 2.0 / Ethernet LAN kompatibilis adapter Beépített tartalom osztályozó rendszer: - British Board of Film Classification, Computer Entertainment Rating Organization, Entertainment Software Rating Board, Office of Film and Literature Classification (Ausztrália), Office of Film and Literature Classification (Új-Zéland), Pan European Game Information, Unterhaltungssoftware Selbstkontrolle | Háttértár: - 512 MB beépített NAND flash memória - SD és SDHC kártya bővítés elérhető, maximum 32 GB kapacitásig - GameCube memóriakártya - 8 cm GameCube optikai lemez és 12 cm Wii optikai lemez kompatibilitás - Macronix Mask ROM Kép: - Maximum 480p (harmadik generációnál HD) (PAL/NTSC) vagy 576i (PAL/SECAM), 4:3 és 16:9 szabványok - RGB SCART (csak PAL), S-Video (csak NTSC), kompozit videó kimenet, vagy D4 videó kapcsoló Hang: - Sztereó: Dolby Pro Logic II Fogyasztás: - 18 watt működés közben - 9.6 watt készenlétben, WiiConnect24 készenléti kapcsolattal - 1.3 watt készenlétben |

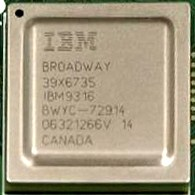
IBM Wii Broadway (mikroprocesszor)

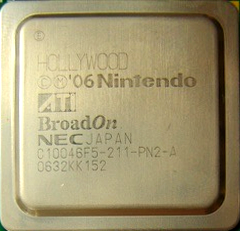
ATI Wii "Hollywood" GPU

### Jogi problémák
A kaliforniai székhelyű Interlink Electronics szabadalomsértési keresetet nyújtott be a Nintendo ellen a Wii távirányító tulajdonságaira hivatkozva, mely kereset szerint a cégnek jelentős vesztesége származott. Egy texasi székhelyű cég, az Anascape Ltd. hasonló védjegyoltalmi keresetet nyújtott be a bírósághoz.

## Alapkiegészítők
Wii Remote Controller Wrist Strap: Csuklópánt, amit a játék során biztonsági okokból erősen ajánlott viselni.
Wii AC Adapter: A Wii energiaellátásáról gondoskodó hálózati adapter. A Wii-hez saját szabványú csatlakozóval csatlakozik.
Wii Component Video Cable, Wii A/V Cable és Wii RGB Cable: Videokábel, amivel a Wii csatlakozni tud a televízióhoz. Az első élesebb és szebb képet ad, de nem csatlakoztatható sok, régebbi típusú televízióhoz. Az második egy egyszerű A/V kábel, ami alapból az eszköz mellé van csomagolva. Az utolsó pedig egy SCART kábel.
Wii Remote Controller Jacket: Gumiból készült csúszásmentes tok, amely alapkiegészítője a Wii Remote-nak. A fehérhez átlátszó, míg a feketéhez fekete színű tok tartozik. Létezik hosszabbított változata is a Wii Motion Plushoz.
Nunchuk: Két gombbal és egy analog stickkel rendelkező alapkiegészítő, ami a Wii Remote aljához csatlakozik. Kapható két színben, fehérben és feketében.

## Egyéb kiegészítők
Wii Zapper: Puska adapter a Wii Remote és a Nunchuk számára. Az előbb említett két kontrollert az adapterhez kapcsolva játszhatunk, ez kényelmesebbé teszi a játékot. Használhatjuk például a Link's Crossbow Training játékkal vagy hasonló lövöldözős játékokkal. Európában 2007 decemberében került forgalomba.
Wii Balance Board: Egyensúlyozópad, amihez tartozik egy alapjáték is (Wii Fit vagy a továbbfejlesztett játék, a Wii Fit Plus). Ez tartalmaz néhány gyakorlatot. (jóga, fitnesz, egyensúly stb.) Wii-re írt játékokhoz is szükség van (vagy lehet) a kiegészítőre (Pl. Mario & Sonic at the Olympic Winter Games vagy James Cameron's Avatar: The Game). Az európai premier 2008 áprilisában volt.
Wii Motion Plus: Megfelelő szoftver támogatással, a Wii Remote mozgás érzékelésen giroszkóp segítségével javít. A kiegészítőt a Wii Remote-hoz kell csatlakoztatni, majd szükség esetén a Nunchuk kiegészítést már a Wii Motion Plus aljához kell csatlakoztatni (a második generációnál már beépítették a kontrollerbe). A kiegészítő önállóan, illetve a Wii Sports Resort című játékkal került forgalomba. 2009 júniusában jelent meg.
Wii Wheel: Kormány formájú kiegészítő a Wii Remote-hoz. Kapható külön, vagy a Mario Kart Wii című játékkal egy csomagolásban. A Wii Remote tokja nélkül helyezhető a kiegészítőbe.
Wii Speak: Egy mikrofon kiegészítő, ami USB-n keresztül kapcsolódik a Wii-hez. Néhány játékban, például, amivel egyben kapható is (Animal Crossing: Let's Go to the City), beszélgethetünk online játékpartnerünkkel.
Wii LAN Adapter: LAN adapter azok számára, akik nem rendelkeznek otthoni, vagy a környéken lévő, ingyenesen fogható vezeték nélküli hálózattal. A Wii USB portjához csatlakozik, míg a másik felén LAN kábel számára található csatlakozó.
Wii Lens Cleaning Kit: A Wii olvasófejét tisztító lemez.
Classic Controller és Classic Controller Pro: A Wii Remote aljához csatlakoztatható klasszikus kinézetű kontroller és annak több gombbal rendelkező, kényelmesebb fogást biztosító változata. Szükség van rá Virtual Console játékokhoz és irányítható vele sok, lemezként kiadott játék is, például a Mario Kart Wii.
Nintendo Points Card: Bankkártya kinézetére hasonlító kártya, amit üzletekben lehet megvásárolni. A hátulján lévő kódszámot kell a Wii Shop Channelben beütni, így a kártya értéke ezután pontokban lesz megtalálható a konzolon.